# Saprinus maritimus
Saprinus maritimus is een keversoort uit de familie van de spiegelkevers (Histeridae). De wetenschappelijke naam van de soort werd in 1830 gepubliceerd door James Francis Stephens.